# Dendropsophus parviceps
Dendropsophus parviceps é uma espécie de anfíbio da família Hylidae. Pode ser encontrada na Bolívia, Brasil, Peru, Equador, Colômbia e Venezuela.